# Araneus nuboso
Araneus nuboso är en spindelart som beskrevs av Levi 1991. Araneus nuboso ingår i släktet Araneus och familjen hjulspindlar.
Artens utbredningsområde är Costa Rica. Inga underarter finns listade i Catalogue of Life.